# 41 př. n. l.

## Úmrtí
- Arsinoé IV. (* 62 př. n. l. nebo 61 př. n. l.) – dcera Ptolemaia XII. Nea Dionýsosa[1]

## Hlavy států
- Parthská říše – Oródés II. (58/57 – 38 př. n. l.)[2]
- Egypt – Ptolemaios XV. Kaisarion Filopatór Filométor (44 – 30 př. n. l.) + Kleopatra VII. (doba vlády 51 př. n. l. – 30 př. n. l.)[3][4]
- Čína – Juan-ti (dynastie Západní Chan)